# Ла-Бюсьер-сюр-Уш
Ла-Бюсье́р-сюр-Уш (фр. La Bussière-sur-Ouche) — коммуна во Франции, находится в регионе Бургундия. Департамент коммуны — Кот-д’Ор. Входит в состав кантона Блиньи-сюр-Уш. Округ коммуны — Бон.
Код INSEE коммуны — 21120.

## Население
Население коммуны на 2010 год составляло 147 человек.
| 1962 | 1968 | 1975 | 1982 | 1990 | 1999 | 2010 |
| ---- | ---- | ---- | ---- | ---- | ---- | ---- |
| 209  | 138  | 148  | 180  | 220  | 190  | 147  |

## Экономика
В 2010 году среди 88 человек трудоспособного возраста (15—64 лет) 69 были экономически активными, 19 — неактивными (показатель активности — 78,4 %, в 1999 году было 72,3 %). Из 69 активных жителей работали 67 человек (35 мужчин и 32 женщины), безработных было 2 (1 мужчина и 1 женщина). Среди 19 неактивных 5 человек были учениками или студентами, 10 — пенсионерами, 4 были неактивными по другим причинам.